# المشايعة
قرية المشايعة هي إحدى القرى التابعة لمركز الغنايم في محافظة أسيوط في جمهورية مصر العربية. حسب إحصاءات سنة 2006، بلغ إجمالي السكان في المشايعة 6913 نسمة، منهم 3392 رجل و3521 امرأة.